# Robin Hood - Principe dei ladri
Robin Hood - Principe dei ladri (Robin Hood: Prince of Thieves) è un film del 1991 diretto da Kevin Reynolds.

## Trama
Gerusalemme, 1194. Robin di Locksley è un giovane nobile inglese reduce della Terza crociata in Terrasanta, recluso in una prigione insieme al suo conterraneo amico d'infanzia Peter Dubois e al saraceno Azeem. Durante la prigionia, i tre riescono a fuggire, ma Peter viene ferito e in punto di morte supplica Robin di prendersi cura della sorella Marian. Nel frattempo in Inghilterra, Lord Locksley, padre di Robin, viene attaccato ed ucciso nella sua dimora dal malvagio e crudele sceriffo della contea di Nottingham, per essersi rifiutato di unirsi a lui nella congiura contro Re Riccardo, impegnato in Terrasanta.
Quattro mesi dopo, Robin torna in Inghilterra insieme ad Azeem (che per gratitudine ha giurato di proteggerlo) e, dopo uno scontro con alcuni soldati dello sceriffo, comandati da suo cugino Guy di Gisbourne, ritrova il castello di famiglia completamente arso ed il corpo senza vita del padre appeso in una gabbia e divorato dai corvi: il servo più fedele della famiglia, Duncan, cui Guy ha cavato gli occhi, afferma che il padre è stato giustiziato perché sospettato ingiustamente di pratiche sataniche; in realtà l'accusa è una calunnia mossa dal vescovo di Nottingham, pagato dallo sceriffo. A Nottingham, lo sceriffo viene informato del ritorno di Robin e consulta una terribile strega dalle capacità pressoché veggenti, Mortianna, che ne raccomanda l'esecuzione. Lo sceriffo è in combutta con i baroni contrari al regno di Riccardo Cuor di Leone e ottiene il denaro necessario per preparare armi per un colpo di Stato, aumentando le tasse a suo piacimento ed impoverendo la gente del paese.
Robin, Azeem e Duncan giungono da Marian Dubois, cugina del Re Riccardo. La ragazza avverte Robin degli abusi di potere dello sceriffo e del suo desiderio di sovvertire il potere reale, ma all'arrivo dei gendarmi, i tre uomini fuggono al sicuro nella foresta di Sherwood, ritenuta stregata dai soldati dello sceriffo. Cercando di attraversare un fiume, i tre vengono fermati da un gruppo di fuorilegge che vivono nella foresta, che chiedono loro un dazio per il passaggio. Robin, rifiutandosi di pagare, affronta il loro capo, Little John, e riesce a sconfiggerlo; essendo ormai anch'egli un fuorilegge, decide poi di unirsi al gruppo e vivere con loro nel bosco, nonostante l'ostilità di uno di loro, Will Scarlett. Un giorno Robin si infiltra nella chiesa cittadina dopo la messa per cercare l'appoggio del vescovo, ma scopre che anch'egli è corrotto; ha uno scontro con lo sceriffo (che sfregia in volto) e ruba il suo cavallo. Lo sceriffo, avido e bramoso all'inverosimile, aumenta la tassazione sui cittadini già esasperati e fa saccheggiare e bruciare le loro case, così molti fuggono nella foresta di Sherwood, compresa Fanny, la moglie di Little John.
Robin diviene il leader dei fuorilegge e con l'aiuto di Azeem li riorganizza come un vero gruppo di resistenza, iniziando numerosi furti tra la nobiltà, i commercianti e gli esattori delle tasse, per poi donare tutto alla popolazione povera di Nottingham, oltre a costruire un villaggio per tutti nella foresta. In uno degli agguati, conosce il buon frate Tuck, ubriacone ma sinceramente devoto, che si unisce a loro e celebra le messe per gli abitanti della foresta, stanco dei comportamenti poco religiosi del vescovo. Lo sceriffo perde per colpa di Robin i soldi che dovevano servire a comprare l'appoggio dei baroni, ed impone una grossa taglia su di lui, uccidendo il cugino Guy per incompetenza, mentre lady Marian, con la sua coraggiosa dama di compagnia Sarah, rincontra Robin nella foresta e decide di appoggiarlo cercando di contattare Re Riccardo per farlo tornare. Fanny rischia di morire di parto, ma Azeem riesce a farla partorire salvando anche il bambino, e guadagnandosi così anche il rispetto di frate Tuck. Il giorno dopo, Duncan viene affidato a lady Marian che torna a casa, ma una notte viene rapita e portata via dallo sceriffo, che aveva intercettato la missiva per il re; Duncan fugge, inseguito a sua insaputa.
Infatti lo sceriffo riesce ad arrivare nel cuore della foresta con i suoi soldati (a cui si aggiungono dei mercenari celti, ingaggiati su consiglio di Mortianna) e organizza un agguato al villaggio di Sherwood, incendiandolo completamente; molti dei ribelli, tra cui lo stesso Duncan, vengono uccisi, e altri presi prigionieri; anche Robin pare soccombere. Uno sguardo ai sotterranei del castello di Nottingham mostra come lo sceriffo abbia assunto centinaia di fabbri per produrre armi da guerra, mentre Will Scarlett, detenuto nelle prigioni, si offre volontario per andare a uccidere Robin, nel caso fosse ancora vivo. Lo sceriffo dice a Marian che Robin è morto, e le propone di sposarla: in questo modo lui potrà imparentarsi con la dinastia reale e accampare diritti sul trono. In cambio promette di far impiccare solo i ribelli, e risparmiare la vita di Sarah e dei bambini del villaggio come regalo di nozze. Will torna nella foresta e scopre che Robin è ancora vivo; gli rivela che l'ha sempre odiato perché loro due sono fratellastri: il padre di Robin, rimasto vedovo, si era unito con una contadina, che però fu poi costretto ad allontanare per l'ostilità del giovane Robin, che non voleva dimenticare sua madre. Robin, che non sapeva della gravidanza della matrigna, chiede perdono a Will e i due si abbracciano fraternamente. Così organizza insieme con lui, Azeem, Little John, frate Tuck e altri sopravvissuti un piano per liberare i prigionieri, che saranno giustiziati in occasione delle nozze tra lo sceriffo e lady Marian.
Superando varie difficoltà, il piano riesce e Robin raggiunge lo sceriffo, il quale stava per violentare Marian subito dopo le nozze forzate. Anche la popolazione di Nottingham si ribella ed assalta il castello dello sceriffo. Tra Robin e George nasce un duello, nel quale lo sceriffo viene alla fine ucciso, mentre frate Tuck scaraventa da una finestra il vescovo corrotto e Mortianna, proprio quando sta per colpire Robin alle spalle, viene uccisa da Azeem, che ripaga così il suo debito verso Robin.
Robin e Marian si sposano e durante il rito giunge re Riccardo Cuor di Leone di ritorno dalla guerra, che ringrazia Robin dei servigi resi all'Inghilterra e gli dà la sua benedizione reale.

## Edizioni home video

### VHS
L'edizione in videocassetta uscì nell'ottobre del 1992, edita dalla RCS.

### DVD
La prima versione DVD uscì nel 2002 essa presenta il film nella sua originale versione cinematografica con il doppiaggio originale.
La seconda versione in DVD è stata presentata nel 2004, con 12 minuti di scene aggiunte. L'edizione italiana è stata ridoppiata con voci diverse. Tale edizione è stata successivamente editata in Blu-Ray nel 2011.

## Produzione
Le principali riprese si svolsero tra il 6 settembre e il 22 dicembre del 1990, in particolar modo presso la fortificazione medievale di Carcassonne (situata nel dipartimento dell'Aude, nella regione francese dell'Occitania), utilizzata come location per rappresentare la cittadella inglese di Nottingham. Il resto delle location esterne è stato girato nel Regno Unito, più precisamente: castello di Wardour nel Wiltshire, per la dimora della famiglia Locksley; Hulne Priory della piccola cittadina Alnwick, nella contea del Northumberland, per il maniero della famiglia Dubois. Le scene ambientate nella Foresta di Sherwood si sono svolte in varie località, tra cui: il sito biologico dei Faggi di Burnham, situato ad ovest di Farnham Common nel villaggio di Burnham, nel Buckinghamshire per l'accampamento dei fuorilegge; le cascate di Aysgarth nella contea del North Yorkshire per la scena di combattimento tra Robin e Little John; la cascata Hardraw Force, nella piccola frazione di Hardraw nelle Yorkshire Dales, per la scena in cui Marian vede Robin fare il bagno.
Inoltre, nei pressi del Sycamore Gap Tree lungo il Vallo di Adriano, vennero girate le scene in cui Robin affrontò gli uomini di Guy di Gisbourne. Come luogo di riprese per il ritorno di Robin in Inghilterra dalle Crociate, vennero scelte le Seven Sisters, le scogliere di gesso facenti parte del South Downs tra le città di Seaford e Eastbourne nell'East Sussex. Le scene interne sono state completate presso gli Shepperton Studios, situati a Shepperton nella contea del Surrey. La pellicola venne distribuita nelle sale cinematografiche statunitensi dal 14 giugno 1991.

### Cast
- Sean Connery, che interpreta Re Riccardo Cuor di Leone, ha ricevuto un compenso di 250000 $ per un'apparizione di appena un minuto (due giorni di lavoro). Connery ha devoluto la cifra in beneficenza[1].
- Fu l'attrice Robin Wright a essere scelta per interpretare Lady Marian ma dovette rinunciare perché incinta. Venne allora sostituita da Mary Elizabeth Mastrantonio[2].
- Cary Elwes fu provinato per la parte di Robin Hood, ma rifiutò non convinto della sceneggiatura. Poco dopo interpreterà lo stesso personaggio in Robin Hood - Un uomo in calzamaglia, la parodia realizzata da Mel Brooks proprio del film con Kevin Costner.
- Per il film, Kevin Costner incominciò a studiare l'accento britannico per dare maggior realismo al personaggio da interpretare.
- Pare che Costner fece tagliare molte scene di Alan Rickman per paura che l'intensità del personaggio dello Sceriffo di Nottingham oscurasse la sua[3].

## Accoglienza e critica
Il film ha ricevuto un'accoglienza critica discordante. Su Rotten Tomatoes ha la percentuale di gradimento del 51%.
Roger Ebert ha apprezzato la performance di Alan Rickman e di Morgan Freeman, ma ha deriso il resto del film, dando il voto di 2 stelle su 4 e scrivendo: "Robin Hood - Principe dei ladri è una versione torbida, violenta e deprimente della storia classica. La cosa più triste di questo film è che i bambini andranno a vederlo aspettandosi una bella esperienza."
Pur avendo studiato l'accento britannico, diversi critici bocciarono la performance di Kevin Costner per avere mantenuto il suo accento americano e l'attore vinse un Razzie Award al peggior attore protagonista, mentre Christian Slater ottenne una candidatura come peggior attore non protagonista, perdendolo a favore di Dan Aykroyd ne Nient'altro che guai.
Il film costò allora 48 milioni di dollari. In totale la pellicola incassò oltre 165 milioni negli Usa e globalmente 390.500.000 dollari, divenendo uno dei maggiori incassi del 1991. Nel 1991 furono realizzati due videogiochi per Nintendo Entertainment System e Game Boy ispirati alla trama del film.
Alla prima visione TV, su Canale 5, il 4 ottobre 1993 alle 20:40 la pellicola registrò un ascolto medio di 12.991.000 telespettatori, diventando uno dei film più seguiti su una rete televisiva.

### Edizione italiana

#### Doppiaggio
Il doppiaggio originale, con la supervisione di Marinella Carloni che ha curato l'edizione italiana del film e approntato per le sale cinematografiche, fu eseguito dalla Video 2 e diretto da Tonino Accolla, anche autore di dialoghi. Nel 2004, in occasione per la versione estesa in DVD, è stato effettuato un ridoppiaggio ad opera della SEFIT-CDC sotto la direzione di Angelo Nicotra e basato sugli stessi dialoghi del primo doppiaggio, escluse le nuove scene e con lievi modifiche.

## Colonna sonora
La colonna sonora del film è firmata da Michael Kamen.
La sigla di coda è (Everything I Do) I Do It for You di Bryan Adams.
L'overture dei titoli di testa fu usata dai Walt Disney Studios Home Entertainment nelle introduzioni per trailer su DVD e Blu-ray.

## Riferimenti in altri film
Buona parte del film è parodiata in Robin Hood - Un uomo in calzamaglia (1993) di Mel Brooks.

## Riconoscimenti
- 1991 - Razzie Awards
  - Peggior attore protagonista (Kevin Costner)
  - Nomination peggior attore non protagonista (Christian Slater)
- British Academy of Film and Television Arts
  - BAFTA al miglior attore non protagonista a Alan Rickman
- Premio Oscar
  - Candidatura per la miglior canzone originale (Everything I Do I Do It for You di Bryan Adams)
- 1992 - MTV Movie & TV Awards
  - Miglior canzone